# Збігнєв Пудиш
Збігнєв Пудиш (пол. Zbigniew Pudysz; 6 листопада 1931, Яворник-Польський — 19 травня 2010, Варшава) — польський генерал часів ПНР, функціонер Служби безпеки, у 1983—1985 роках — директор Слідчого бюро МВС, у 1985—1990 роках — заступник міністра внутрішніх справ. Брав участь у розслідуванні резонансних справ. У низці випадків розглядався як виконавець політичних директив ПОРП.

## Кар'єра у МВС
Народився у сільській родині з гміни Яворник-Польський. Здобув юридичну освіту. У 1957 році вступив до Служби безпеки МВС ПНР. Був визначений до 2-го відділу Слідчого бюро МВС, який займався економічними злочинами. З 1962 до 1965 року викладав право та криміналістику у навчальному центрі МВС у Леґьоново. У 1965—1969 — інспектор, потім старший інспектор 2-го, 4-го (інспекційний), 6-го (організаційний) відділів Слідчого бюро.
З 1969 року Збігнєв Пудиш — заступник начальника 2-го відділу Станіслава Кравчика. У 1971—1972 роках брав участь у розслідуванні резонансного вбивства військового журналіста полковника Яна Герхарда (серед версій розглядалися політичні мотиви, але злочин мав загальнокримінальний характер пограбування). З 1973 року Пудиш — заступник та в. о. начальника 4-го відділу. У 1980—1983 роках — начальник 2-го відділу. З 1 лютого 1983 року — заступник директора Слідчого бюро Хіполіта Старшака. 1 серпня 1983 року Збігнєв Пудиш у званні полковника призначений директором Слідчого бюро. Ця посада робила Пудиша одним із керівників МВС.
20 червня 1985 року Збігнєв Пудиш у званні генерала бригади призначений заступником держсекретаря МВС у ранзі заступника міністра (віцеміністр). Міністерську посаду обіймав тоді генерал броні Чеслав Кіщак.
У 1987 році Збігнєв Пудиш опублікував у державному видавництві Książka i Wiedza книгу «Zabójstwo z premedytacją» — докладну розповідь про розслідування вбивства Яна Герхарда.

## Політична роль
Як офіцер МВС і держбезпеки Збігнєв Пудиш перебував в урядущій компартії ПОРП. Його діяльність значною мірою мала політичний характер, навіть якщо посади формально були безпосередньо пов'язані з політичними репресіями. Слідство з політично значущих справ Пудиш організовував відповідно до партійних директив. Його роль у цих ситуаціях образно оцінювалася як «захисна».
Справа про загибель опозиційного студентського активіста Станіслава Піяса у травні 1977 року була представлена як нещасний випадок. У смертельному побитті у міліції Гжегожа Пшемика у травні 1983 року помилково звинувачували працівників швидкої допомоги. 14 липня 1983 року Пудиш брав участь у нараді у ЦК ПОРП, яку проводили з цього питання міністр внутрішніх справ генерал Кіщак, секретар ЦК ПОРП генерал Мілевський, заступник головного коменданта міліції генерал Цвек. Керівна посада у Слідчому бюро у період воєнного стану передбачала участь у переслідуваннях опозиційних активістів. Слідство у справі про вбивство ксьондза Єжи Попелушко, капелана профспілки Солідарність, проводилося строго у рамках політично вмотивованих установок міністра Кіщака.
Як віцеміністр генерал Пудиш у МВС опікувався адміністративно-правовою сферою та законотворчістю, керував координаційною комісією з питань дотримання законодавства при Раді міністрів, представляв міністра на засіданнях уряду та сейму, відповідав за контакти зі ЗМІ.
Восени 1987 року керівництво ПОРП, стурбоване активізацією підпільної «Солідарності» та масових протестів, розглядало варіант повторного запровадження воєнного стану. На нараді у міністра Кіщака генерал Пудиш відзначив налагоджену координацію МВС з міністерством національної оборони. Однак план, попередньо затверджений Кіщаком, не набрав чинності. Під натиском страйкового руху навесні-восени 1988 року урядущі комуністи змушені були погодитися на переговори у Магдаленці, Круглий стіл і «напіввільні» вибори, перемогу на яких здобула «Солідарність».

## Відставка
Генерал Кіщак спробував сформувати новий уряд за президентства генерала Ярузельського, але цього йому не вдалося. Наприкінці серпня 1989 року прем'єр-міністром став представник «Солідарності» Тадеуш Мазовецький. Близько року Кіщак залишався на чолі МВС, Пудиш був одним з його заступників. Але 6 липня 1990 року новим міністром внутрішніх справ також став представник «Солідарності» Кшиштоф Козловський. Разом із Кіщаком пішли у відставку його заступники Генрик Данковський і Збігнєв Пудиш.
Після усунення ПОРП від влади та перетворення ПНР на Третю Річ Посполиту Збігнєв Пудиш перебував на генеральській пенсії. На відміну від інших колишніх функціонерів держбезпеки, великої уваги він до себе не привертав. Зрідка спілкувався із пресою. Прокурор Інституту національної пам'яті Іренеуш Кунерт наполягав на допиті Пудиша у справі про смерть Станіслава Піяса. Однак за станом здоров'я Пудиша визнали нездатним давати свідчення. Помер Збігнєв Пудиш у віці 78 років.